# 습파와 건파
습파(영어: wets)와 건파(영어: dries)는 1980년대 영국 보수당에서 마거릿 대처 총리의 반대파와 찬성파를 말한다.
영국 공교육의 체육교과는 조정 같은 습식체육과 럭비, 크리켓 같은 건식체육으로 나뉜다.  여기서 비롯되어 영어에서 "습하다(wet)"는 "유약하다"는 의미의 속어로 사용된다.
대처측에서 반대세력이 노동조합에 대해 물렁하다는 의미에서 그들을 먼저 습파라고 불렀다. 대처 내각에 참여한 사람들 중에서도 대처의 강경한 통화주의 정책 및 공공지출 삭감 정책에 동의하지 않는 사람들이 습파로 몰렸다. 자연히 대처 지지파는 습파에 반대되는 "건파"로 불리게 되었다.